# Gigabyte
Gigabyte (GB) este o unitate de stocare a informațiilor echivalentă cu un miliard de byte (109) și este în prezent, cel mai des utilizat în practică. Termenul giga provine din grecescul γίγας/guígas care înseamnă „gigant”. 
Începând cu anul 2012, aproape toate dispozitivele de stocare de date, cum ar fi hard disk, DVD, memorii USB etc. din computere personale și smartphone, utilizează gigabyte pentru cantitatea de date pe care le pot conține. De asemenea, în sistemul de operare  Mac OS X începând cu versiunea 10.6, capacitatea de stocare se măsoară  pe baza sistemului zecimal (baza 10). 
1 GB = 1000 MB = 1 000 000 kB = 1 000 000 000 B (SI).
Conform IEC, în sistemul de prefixe binare (baza 2), se aplică prefixul gibibyte (GiB), în special atunci când se referă memoria RAM:
1 GiB = 1024 MiB = 1 048 576 (10242) KiB = 10243 = 1 073 741 824 (230) byte.
Exemple un gigabyte de informație:
- 894784 de pagini cu text simplu (1200 de caractere)
- 4473 de cărți (200 de pagini sau 240000 de caractere)
- 640 de pagini web (cu dimensiunea medie a fișierului de 1,6 MB)
- 341 imagini digitale (cu dimensiunea medie a fișierului de 3 MB)
- 256 fișiere audio MP3 (cu dimensiunea medie a fișierului de 4 MB. [2]